# Ellen Berlinger
Kriminalhauptkommissarin Ellen Berlinger, gespielt von Heike Makatsch, ist eine fiktive Ermittlerin der ARD-Krimireihe Tatort. Ihr erster Fall, der 2016 für den SWR produziert wurde, spielte in Freiburg im Breisgau. 2018 wurde sie zum Landeskriminalamt nach Mainz versetzt und ermittelt dort ihren zweiten, dritten und vierten Fall gemeinsam mit Hauptkommissar Martin Rascher, der von Sebastian Blomberg dargestellt wird.
Im Juli 2023 wurde bekannt, dass über den im Herbst 2023 ausgestrahlten fünften Film Aus dem Dunkel hinaus aus finanziellen Gründen keine weiteren Folgen produziert werden.

## Hintergrund
Ursprünglich war der Berlinger-Tatort als ein einmaliges Ereignis geplant, das Freiburg zu einem Tatort-Schauplatz machte. Seit 2017 gibt es dort und im angrenzenden Schwarzwald mit Tobler und Berg ein Ermittler-Duo, das dauerhaft tätig ist.
1978 bis 1980 gab es in Mainz mit Kriminaloberkommissarin Marianne Buchmüller (Nicole Heesters) die erste weibliche Tatort-Ermittlerin.

## Figuren

### Ellen Berlinger
Hauptkommissarin Ellen Berlinger ist schwanger und kehrt nach 15 Jahren, die sie als BKA-Ermittlerin in London verbrachte, nach Freiburg zurück, wo sie eine Stelle im Morddezernat antritt. In ihrer Heimatstadt trifft sie ihre Mutter Edelgart Berlinger (Angela Winkler) und die 16-jährige Niina (Emilia Bernsdorf), ihre eigene Tochter, die sie in die Obhut der Großmutter gegeben hatte, als sie Freiburg verließ. Nach dem Tod ihrer Mutter und der Babypause nach der Geburt ihrer Tochter Greta (Niina studiert mittlerweile in Berlin) lässt sich Ellen Berlinger nach Mainz versetzen, wo ihre Cousine Maja Ginori (Jule Böwe) lebt. Diese unterstützt die alleinerziehende Berlinger bei der Betreuung ihrer Tochter. „So ungewöhnlich der bisherige Lebensweg für eine Kommissarin auch sein mag, dank Makatsch, dank ihrer ausdrucksstarken Physiognomie – dieser Blick, diese Augen – gibt es für den Zuschauer wenig Zweifel an der Glaubwürdigkeit von Ellen Berlingers Biografie“, schreibt der Kritiker Rainer Tittelbach. „Die inneren Nöte und die persönliche Involviertheit in den Fall machen die Stärken dieser Figur aus.“

### Martin Rascher
Martin Rascher ist Hauptkommissar beim Landeskriminalamt in Mainz. Er sei noch weitaus empathischer als seine Kollegin, meint Tittelbach, „er braucht keine persönliche Bindung, um ganz im Mitgefühl aufzugehen“. Der Schauspieler Blomberg beschreibt seine Figur als hochintegren Charakter, er sei „kein kalter, distanzierter Ermittlungs-Automat“.

## Folgen
| Fall | Titel               | Erstausstr.   | Folge | Drehbuch        | Regie                     | Besonderheiten                                                                                      |
| ---- | ------------------- | ------------- | ----- | --------------- | ------------------------- | --------------------------------------------------------------------------------------------------- |
| 01   | Fünf Minuten Himmel | 28. März 2016 | 981   | Thomas Wendrich | Katrin Gebbe              | Ein Fall der Mordkommission in Freiburg.                                                            |
| 02   | Zeit der Frösche    | 2. Apr. 2018  | 1053  | Marco Wiersch   | Markus Imboden            | Erster Fall mit Martin Rascher.                                                                     |
| 03   | Blind Date          | 24. Okt. 2021 | 1175  | Wolfgang Stauch | Ute Wieland               | |
| 04   | In seinen Augen     | 26. Juni 2022 | 1206  | Thomas Kirchner | Tim Trageser              | Letzter Fall mit Martin Rascher.                                                                    |
| 05   | Aus dem Dunkel      | 8. Okt. 2023  | 1245  | Jürgen Werner   | Jochen Alexander Freydank | Premiere am Freitag, 30. Juni 2023 auf dem SWR Rheinland-Pfalz Sommerfestival in Ingelheim am Rhein |